# Cellere
Cellere là một đô thị ở tỉnh Viterbo trong vùng Latium của Ý, có cự ly khoảng 90 km về phía tây bắc của Roma và khoảng 30 km về phía tây bắc của Viterbo. Tại thời điểm ngày 31 tháng 12 năm 2004, đô thị này có dân số 1.249 người và diện tích là 37,2 km².
Đô thị Cellere có các frazione (đơn vị trực thuộc) Pianiano.
Cellere giáp các đô thị: Arlena di Castro, Canino, Ischia di Castro, Piansano, Tessennano, Valentano.